# Yvon Leduc
 (février 2008).
Si vous disposez d'ouvrages ou d'articles de référence ou si vous connaissez des sites web de qualité traitant du thème abordé ici, merci de compléter l'article en donnant les références utiles à sa vérifiabilité et en les liant à la section « Notes et références ».
Pour les articles homonymes, voir Leduc.
Yvon Leduc est un acteur québécois. Il fut le cofondateur, avec Robert Gravel du concept de match d'improvisation, le 21 octobre 1977, ouvrant ainsi la porte à de multiples variantes rassemblées dans ce que l'on appelle l'improvisation théâtrale.